# Claudio Francesco Beaumont

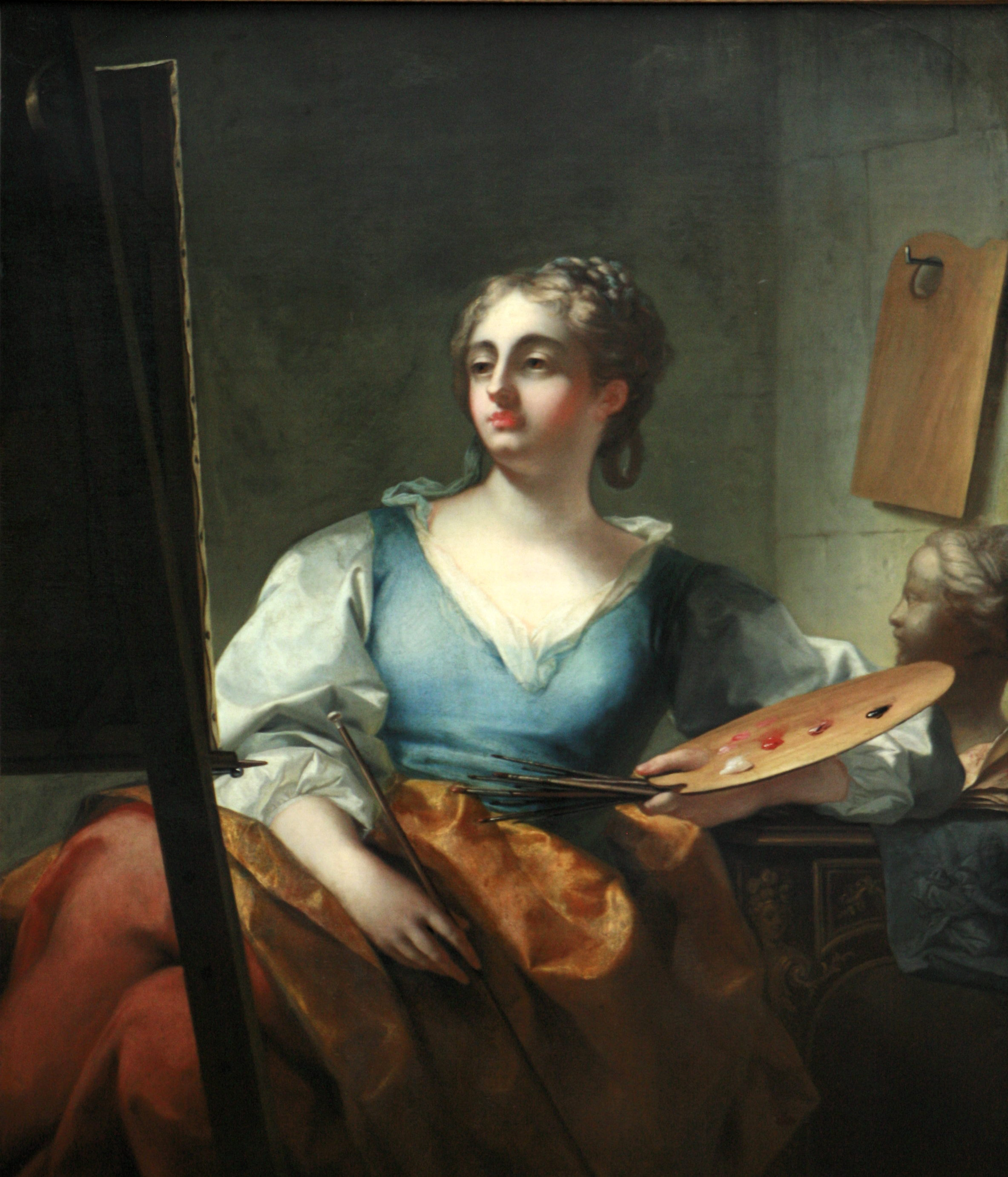
Allegoria della Pittura, Musée des Beaux-Arts di Brest.

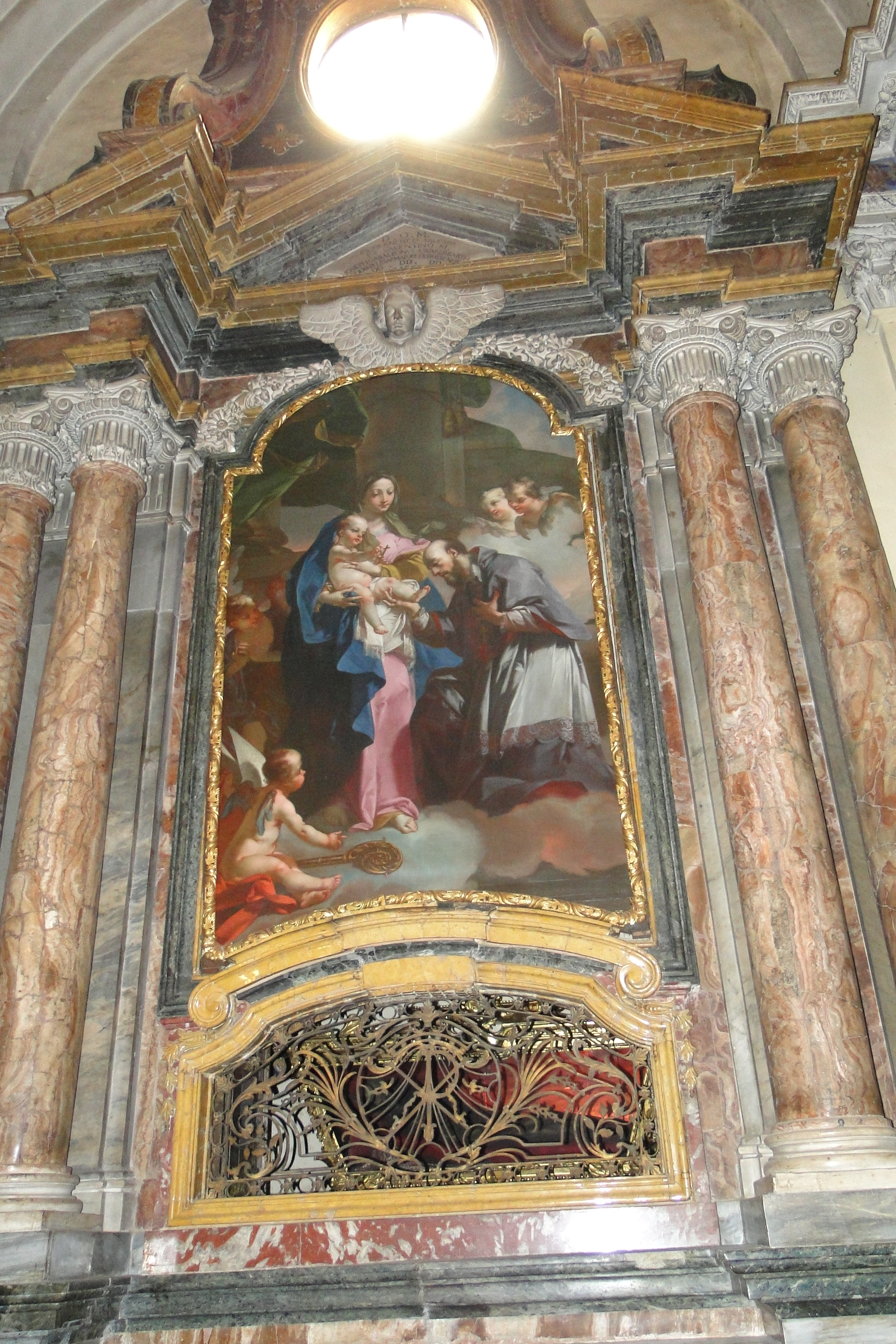
San Francesco di Sales prega la Vergine, nella Chiesa di san Filippo Neri a Chieri.

Claudio Francesco Beaumont (Torino, 4 luglio 1694 – Torino, 21 giugno 1766) è stato un pittore italiano.

## Biografia

### Formazione giovanile a Torino
Non si conosce quasi nulla della sua prima giovinezza, se non la formazione presso i gesuiti, comprendente anche studi di architettura.

### Esperienza a Bologna
Nel 1716 si reca a Bologna dove si interessa ai dipinti esistenti nelle chiese e alle opere di Carlo Cignani e degli altri esponenti della locale Accademia, erede delle proposte degli "Incamminati" e di Annibale Carracci.

### Primo soggiorno romano
A dicembre dello stesso anno è a Roma dove frequenta la scuola di Francesco Trevisani, maestro che avrà grande influenza sulla sua opera pittorica.

### Rientro a Torino
Nel 1719 rientra a Torino dove gode probabilmente già di grande considerazione, tanto che gli vengono richiesti interventi pittorici a Palazzo Reale, impreziosendone i soffitti con un Carro dell'Aurora e una Venere sul cocchio. In questi dipinti appare chiara l'influenza del maestro Francesco Trevisani e dei pittori francesi che risiedevano e operavano a Roma e dove erano esponenti della Académie de France à Rome; tra i nomi di maggiore spicco ricordiamo François Lemoyne, François Boucher, Charles-Joseph Natoire, da lui conosciuti durante il soggiorno romano.

### Secondo soggiorno romano
Dal 1723 al 1731 soggiorna di nuovo a Roma dove, nel 1725 diventa membro dell'Accademia di San Luca, rimanendo in contatto con la corte Sabauda per la quale realizza numerosi dipinti, trasportati in seguito a Torino e collocati in varie sedi. 
In quegli anni (1723-1727), realizza un Ratto d'Elena destinato al castello di Rivoli (ora perduto) e due dipinti di grandi dimensioni, sempre per il medesimo castello:  una Storia di Alessandro e una Storia d'Annibale oggi presso il Museo di belle arti di Chambéry. Agli anni 1728 e 1729 risalgono le due tele Beata Margherita di Savoia e San Carlo che comunica gli appestati per la Basilica di Superga.

### Pittore di corte a Torino

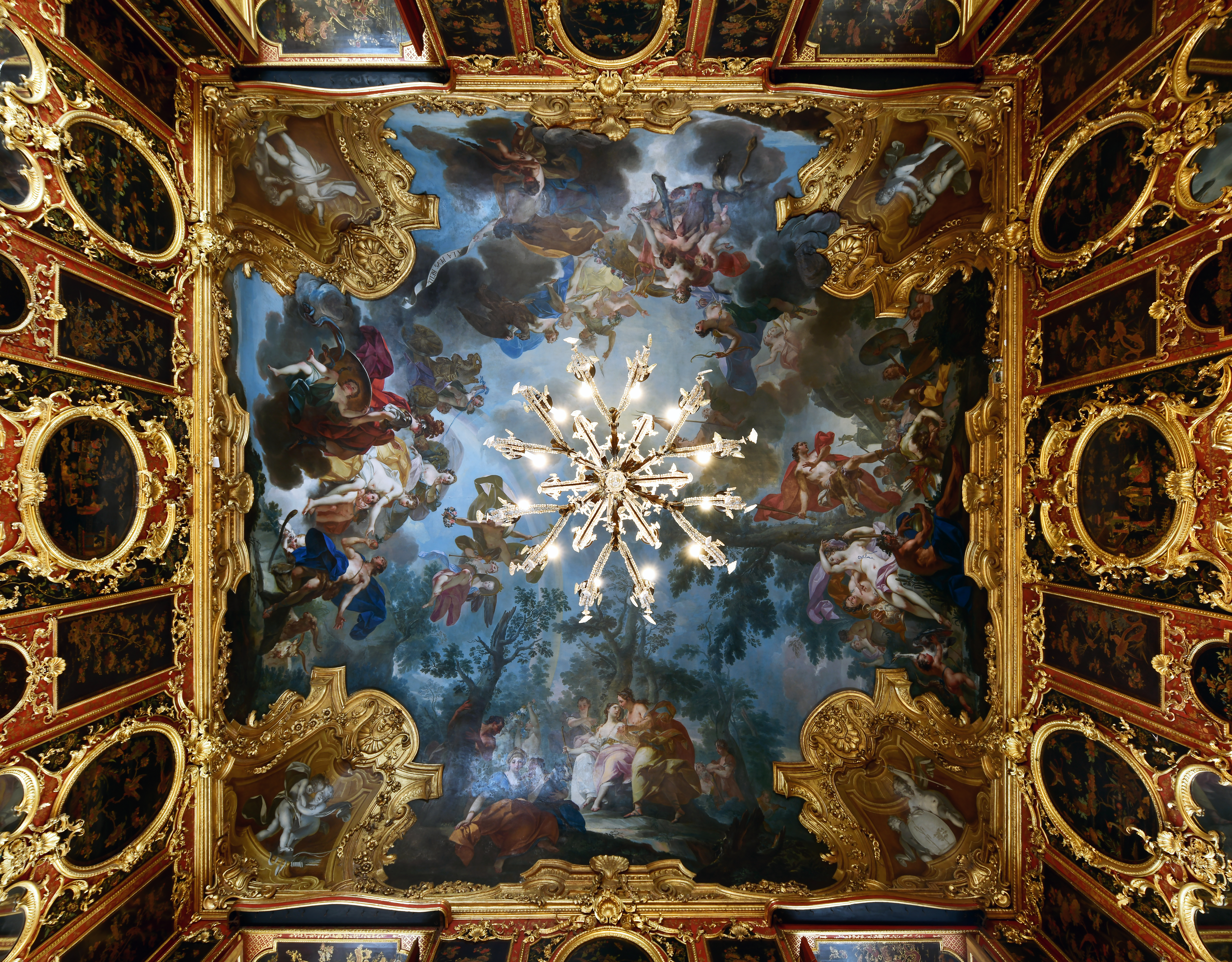
Il Giudizio di Paride

Una volta ottenuto il ruolo di pittore di corte a Torino nel 1731 (lo sarà fino alla morte), Beaumont dipinge influenzato anche dalla scuola napoletana e dalla scuola genovese. Realizza quindi gli affreschi al gabinetto di lavoro e al gabinetto di toeletta della regina (1733), caratterizzati da composizioni e gamme armoniose. 
Nel 1736 viene nominato cavaliere dell'ordine dei Santi Maurizio e Lazzaro, a conferma dell'alta stima acquisita alla corte sabauda.
Nel 1737 dipinge la volta del gabinetto cinese di Palazzo Reale (Giudizio di Paride). Nello stesso periodo, dipingerà per il Gabinetto dei Fiori (oggi Sala del Medagliere), il Ratto di Elena che verrà distrutto durante i rifacimenti carloalbertini e sostituito da un soffitto a stucchi dorati e pittura di Pietro Ayres.

### Il viaggio a Venezia e e gli influssi sulla pittura di Beaumont

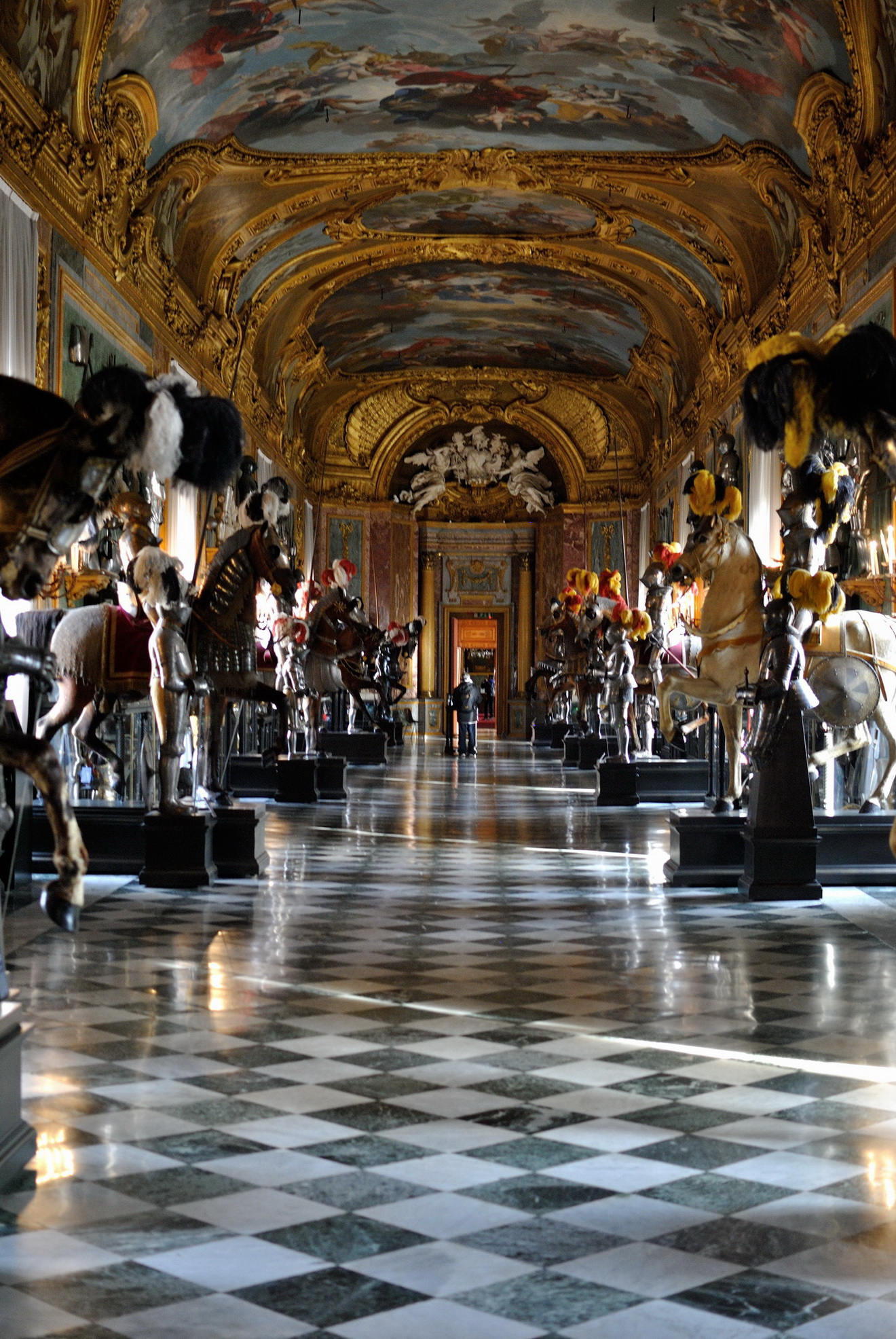
Galleria Beaumont del Palazzo Reale di Torino vista da sud; ospita l'Armeria Reale.

Nello stesso 1737 viene inviato a Venezia per l'acquisto di quadri e incontra Sebastiano Ricci e Giovanni Battista Pittoni, artisti già attivi a Palazzo Reale di Torino, dai quali trae stilemi presenti nelle sue opere successive.
Si può constatare questa influenza "veneta" nell'importante lavoro della Grande Galleria, oggi Armeria Reale, conosciuta anche come "Galleria del Beaumont", aperta al pubblico nel 1837 come Museo d'Armi. Nella complessa storia del Palazzo e della sua costruzione, che comprende numerosi ampliamenti e ristrutturazioni, la Galleria è dovuta all'avvio di Filippo Juvarra cui segue la supervisione di Benedetto Alfieri (nel 1735 lo Juvarra aveva lasciato Torino per Madrid) mentre si deve al Beaumont la decorazione pittorica delle volte (1738-1743) con le Storie di Enea. Qui la tecnica è quella della pittura a olio..

### Intensa attività artistica nella capitale sabauda
Negli anni successivi, Beaumont si occupa di varie pale d'altare, di 34 bozzetti come cartonista per i cicli storici sotto forma di arazzo, per i quali prende accordi con il maestro arazziere Demignot, che ne cura la tessitura.
Dal 1738 assume l'incarico di direttore della scuola di pittura di Torino, avente sede nel palazzo dell'Università degli Studi. Esegue poi le decorazioni murali alla sala del caffè (1739).
Negli anni che seguono il pittore dipinge per molte chiese del Piemonte, un esempio è il quadro rappresentante la Madonna con il Bambino e i Santi Pietro e Paolo, collocato nella Chiesa parrocchiale di Gassino Torinese consacrata proprio ai Santi Pietro e Paolo. Nel 1740 completa una pala d'altare per il monastero della Visitazione di Pinerolo, la Beata Chantal e san Francesco di Sales.
Nel 1755 gli viene commissionata un'ancona raffigurante la Madonna del Carmine e il beato Amedeo di Savoia, collocata nell'abside della chiesa del Carmine di Torino nel 1760. Importante l'attività data all'Arazzeria torinese con i suoi disegni.

### Ultimi anni
Poco altro si conosce della sua produzione successiva che è stata giudicata da molti cruda e caratterizzata da colori disarmonici.
Venne sepolto a Torino nella chiesa di Santa Teresa.

## Riconoscimenti

### Toponomastica
La città di Torino gli ha dedicato una via nella zona dei quartieri Cit Turin e San Donato.